# 5 mai 2020
Le mardi 5 mai est le 126e jour de l'année 2020.

## Décès
- Sergueï Adian, mathématicien soviétique puis russe (° 1er janvier 1931).
- Johanna Bassani, skieuse de combiné nordique autrichienne (° 25 avril 2002).
- Stéphane Dupont, animateur de radio et producteur belge (° 15 février 1950).
- Jan Halvarsson, fondeur suédois (° 26 décembre 1942).
- Diran Manoukian, hockeyeur sur gazon français (° 22 mars 1919).
- Paulette Sarcey, résistante française membre des FTP-MOI (Francs-Tireurs et Partisans Main d'Oeuvre Immigrée) (° 11 avril 1924).
- Millie Small, chanteuse et compositrice jamaïcaine (° 6 octobre 1947).
- James Denis Summers-Smith, ornithologue et ingénieur en mécanique britannique (° 24 octobre 1920).

## Événements
- Aux Émirats arabes unis, la tour Abbco de Charjah, un gratte-ciel résidentiel de 45[1], 48[2] ou 49 étages[3], haut de 190 mètres, est ravagée par un incendie spectaculaire, qui blesse au moins 12 personnes[4].
- Au moins deux personnes (un médecin et une infirmière) sont tuées et deux autres (le pilote et le copilote) gravement blessées après qu’un Learjet 35 transportant des fournitures médicales vitales se soit écrasé près de l’aéroport (en) d’Esquel, en Argentine[5],[6].